# エクトヴィズガール

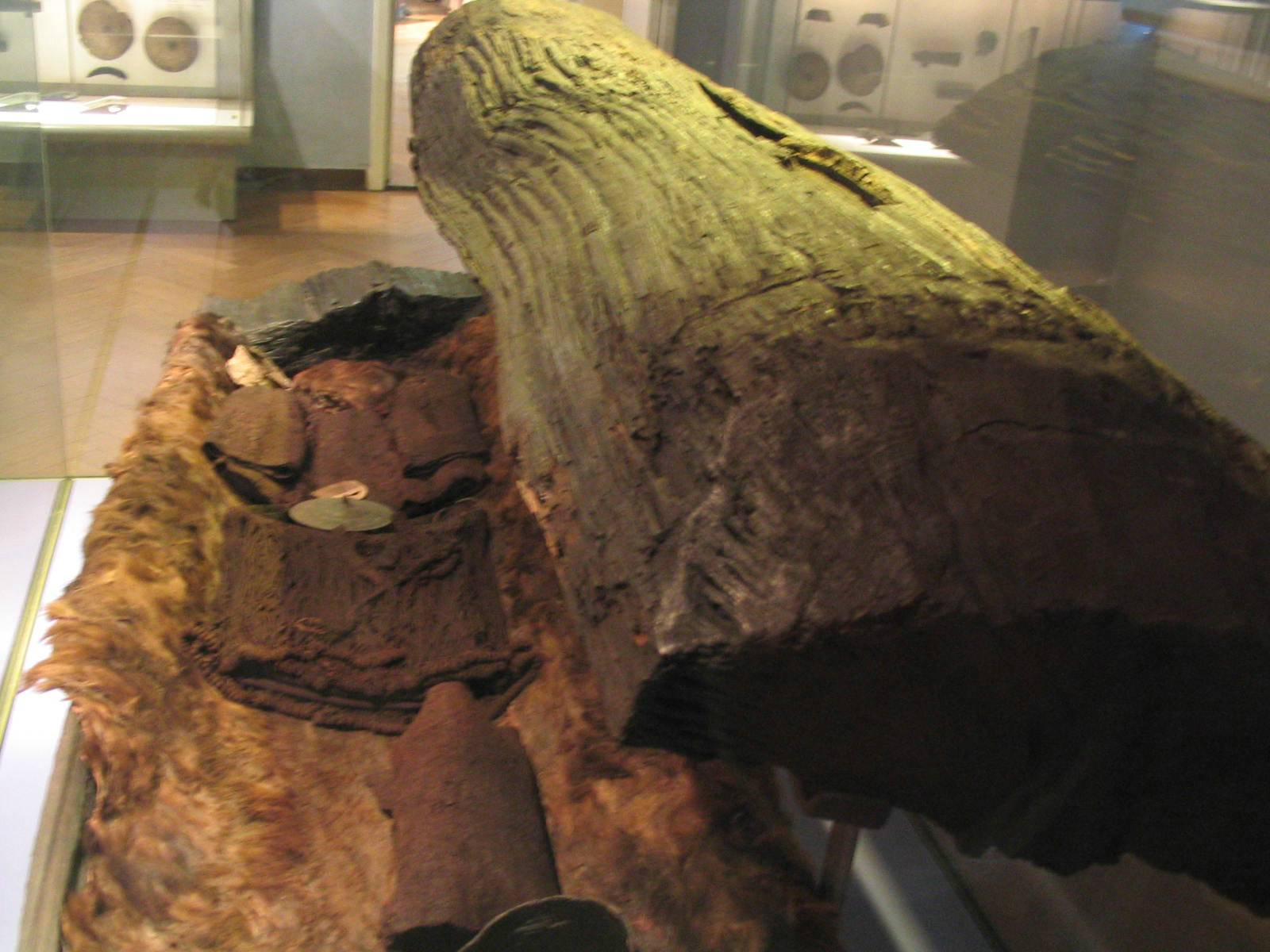
「エクトヴィズガール」の棺（デンマーク国立博物館所蔵）

エクトヴィズガール（英: Egtved Girl 、丁: Egtvedpigen、紀元前1390年頃 － 紀元前1370年）は、デンマークのヴァイレ近郊にある村エクトヴィズ（北緯55度37分 東経9度18分 / 北緯55.617度 東経9.300度）で1921年に発掘された若い女性の遺体である。3000年以上前の北欧青銅器時代に埋葬されたにしては保存状態がよく、歯のストロンチウムの同位体比から死亡時推定年齢は16歳から18歳くらい、その他の解析により身長160センチで長い金髪に体型は華奢であったこと、手の爪を綺麗に手入れしていたことが知られる。遺体を納めた棺は直径約30メートル、高さ約4メートルの墳墓から発掘され、埋葬時期は丸木の棺を調べ、年輪年代学の視点から紀元前1370年と推定された。

## 経緯

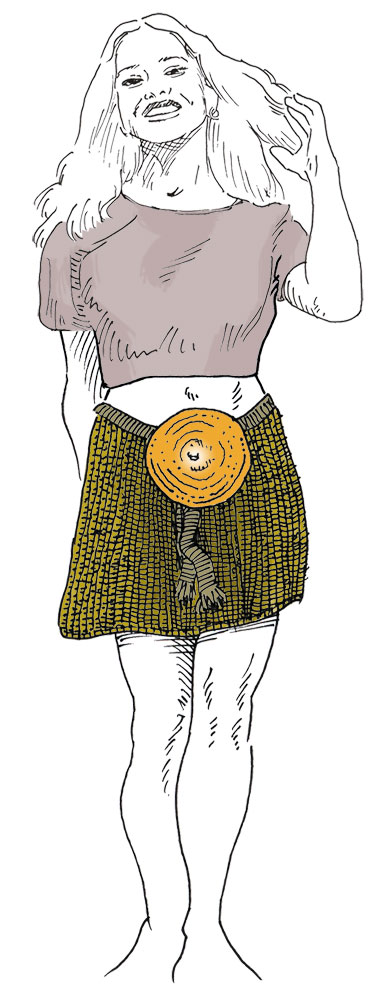
この女性の着衣に基づくレプリカ。青銅器時代の北欧の服装。

この墳墓は1921年に発掘され、中からオークの丸木の棺が発見された。棺は未開封のままコペンハーゲンにあるデンマーク国立博物館に移送され、蓋を開いたところ若い女性の遺体が見つかった。この女性は、「エクトヴィズガール（Egtvedpigen）」という通称で呼ばれるようになった。

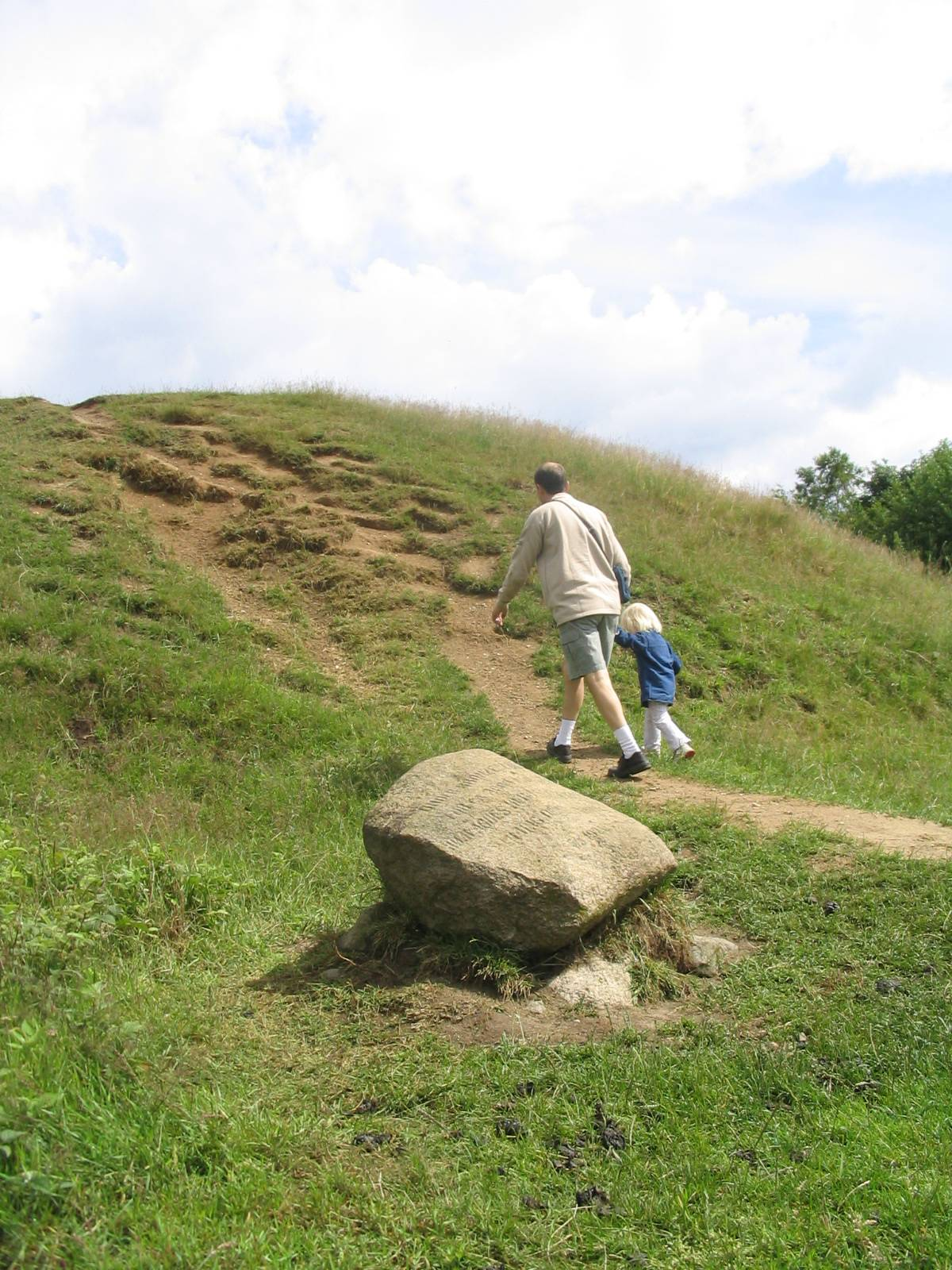
棺が発掘された墳墓。時代とともに持ち去られた土や石を盛り直した。

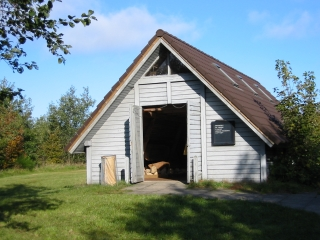
エクトヴィズガール博物館外観。発掘記録、副葬品や着衣のレプリカを展示。

エクトヴィズガールは、牛革製の服を着込んだ状態で埋葬されていた。肘まで達する袖つきのゆったりしたチュニックを着ていたが（図参照）、ウエスト部分は素肌を露出し、短い細紐を連ねた膝丈のスカートをはき、脚の横にゲートル状の細布が添えてある。また、青銅製の腕輪を装い、スカートの上から大きな青銅製の円盤を腹に当て、羊毛製のベルトで固定している。その足元の布の包みは、推定5、6歳の幼児の火葬された骨を納めてあった。頭のそばには、シラカバの樹皮でできた小さな箱が置かれ、中身は青銅製千枚通しが1つ、青銅製のピン複数本、ヘアネット1点である。埋葬者は動物の角でできた櫛を腰のベルトにとめつけ、イヤリングを着けさせている。
その服装は断定は出来ないが、現在のシュバルツバルト地方の物である可能性が高い。 「Scientific Reports」2015年5月21日号によると、デンマーク国立博物館で調査分析を行った考古学者カリン・フレイらが遺体各部位のストロンチウムの同位体比分析を行い、歯のエナメル質の検査結果から出生地はエクトヴィズから800kmも離れた現代のドイツ南西部であり、毛髪と親指の爪の測定値からは少なくとも最期の2年の間にデンマークと生まれ故郷の間を2度行き来していたという。当時の社会状況と照らし合わせて考えると、彼女は交易のために故郷からはるか北方の部族の首長に嫁ぎ、そこで交易などの交渉役をしていたと考えられるという。ほかにユトランド半島出身であるとする反証、さらに副葬品をもとに生まれは北海を挟んだ現在のノルウェーもしくはスウェーデン域内とする第3の説も提示されている。

### 副葬品
エクトヴィズガールの埋葬者は棺内に牛の毛皮を敷いて遺体を寝かせ、着衣の上から毛布で覆うと縁に沿ってセイヨウノコギリソウの花を手向けてから、棺の蓋を閉じている。花は埋葬時期が夏季であったと示し、また副葬品の樹皮の桶の分析から、中身は小麦と蜂蜜にセイヨウヤチヤナギとコケモモの4種を原料とするビールであったこともわかった。
エクトヴィズガールが身に着けていた独特の衣装は先史時代の北欧に類例がいくつかあり、北欧青銅器時代の一般的な服飾のよい保存例として、発掘当時に大きな反響を呼んだ。およそ3500年前の遺体でありながら、頭髪ほか遺体の一部が比較的良好な状態で保存されていたのは、埋葬地の土壌が酸性で寒冷な湿地帯のため腐敗を遅らせたからである。
エクトヴィズガールの衣装は復原され、デンマーク国立博物館に常設展示されている。遺体の発掘地付近に建ったエクトヴィズガール博物館では、発掘当時の状況の記録だけではなく衣装ほかのレプリカも公開している。